# Nationalpark Bukit Baka-Bukit Raya
Der Nationalpark Bukit Baka-Bukit Raya ist ein etwa 1.810 km² großer Nationalpark auf Borneo an der Grenze der Provinzen Kalimantan Barat und Kalimantan Tengah, Indonesien. Der Park ist benannt nach den Bergen Bukit Baka (1.620 m) und Bukit Raya (2.278 m), die ein Teil der Schwaner-Gebirgskette sind.
Der Nationalpark stellt einen Teil des Heart-of-Borneo-Regierungsschutzprojektes.

## Flora und Fauna
Im Park sind 817 Pflanzenarten vertreten, darunter die Familien der Dipterocarpaceae, Myrtaceae, Sapotaceae, Euphorbiaceae, Lauraceae and Ericaceae. Auf der Insel endemische Pflanzen schließen Symplocos rayae, Gluta sabahana, Dillenia beccariana, Lithocarpus coopertus, Selaginella magnifica und Tetracera glaberrima ein.
Der Park schützt die Lebensräume von Sunda-Nebelpardern, Borneo-Orang-Utans, Malaienbären (Helarctos malayanus euryspilus), Maronenlanguren, der Plumploriart Nycticebus borneanus, von Sambarhirschen und Gleithörnchen. Die Vogelarten im Park umfassen u. a. Malaien-Hornvogel, Schildschnabel, Grünflügeltaube, Kleine Kuckuckstaube (Macropygia ruficeps) und Borneo-Pfaufasan.

## Menschliche Besiedlung
Indigene Völker im Park schließen Gruppen der Dayak Limbai, Ransa, Kenyilu, Ot Danum, Malahui, Kahoi und Kahayan ein.

## Schutz und Bedrohung
1978 wurde ein Naturreservat von 500 km² um den Bukit Raya eingerichtet und im darauf folgenden Jahr auf 1.100 km² erweitert. 1982 wurde das Bukit Baka-Naturreservat eingerichtet, welches 1.000 km² umfasste. Nach mehreren Grenzänderungen bei beiden Reservaten, wurden 1992 die beiden Schutzgebiete zum Bukit Baka-Bukit Raya National Park vereinigt, welcher 1.810 km² umfasst.
Der Park wurde seit Ende des 20. Jahrhunderts von illegalen Rodungsaktivitäten in Mitleidenschaft gezogen.